# 恩赫蘭加諾
恩赫蘭加諾是史瓦濟蘭第四大城市、南部希塞盧韋尼的首府和最大城市。
本名，但為紀錄1947年英國國王喬治六世與史國國王索布扎二世在那裡會面，改為現名，意思是「會面之地」。
恩市是恩赫蘭加諾愛滋病治療、訊息與諮詢中心 (NATICCN)的所在。